# Visočka
Visočka (izvirno srbsko Височка) je naselje v Srbiji, ki upravno spada pod Občino Sjenica; slednja pa je del Zlatiborskega upravnega okraja.

## Demografija
V naselju živi 63 polnoletnih prebivalcev, pri čemer je njihova povprečna starost 38,6 let (35,7 pri moških in 43,6 pri ženskah). Naselje ima 20 gospodinjstev, pri čemer je povprečno število članov na gospodinjstvo 3,70.
To naselje je, glede na rezultate popisa iz leta 2002, večinoma srbsko, a v času zadnjih 3 popisov je opazen porast števila prebivalcev.
|  |

| Demografija | Demografija     | Demografija     |
| Leto        | Št. prebivalcev | Št. prebivalcev |
| ----------- | --------------- | --------------- |
|             |                 |                 |
|             |                 |                 |
|             |                 |                 |
|             |                 |                 |
| 1948        | 88              |                 |
| 1953        | 111             |                 |
| 1961        | 137             |                 |
| 1971        | 165             |                 |
| 1981        | 133             |                 |
| 1991        | 63              | 63              |
| 2002        | 103             | 74              |
|             |                 |                 |

| Etnična sestava po popisu iz leta 2002 | Etnična sestava po popisu iz leta 2002 | Etnična sestava po popisu iz leta 2002 | Etnična sestava po popisu iz leta 2002 | Etnična sestava po popisu iz leta 2002 |
| -------------------------------------- | -------------------------------------- | -------------------------------------- | -------------------------------------- | -------------------------------------- |
| Srbi                                   | Srbi                                   |                                        | 52                                     | 70,27%                                 |
| Muslimani                              | Muslimani                              |                                        | 8                                      | 10,81%                                 |
| Neznano                                | Neznano                                |                                        | 14                                     | 18,91%                                 |